# Kapelle Drei Eidgenossen

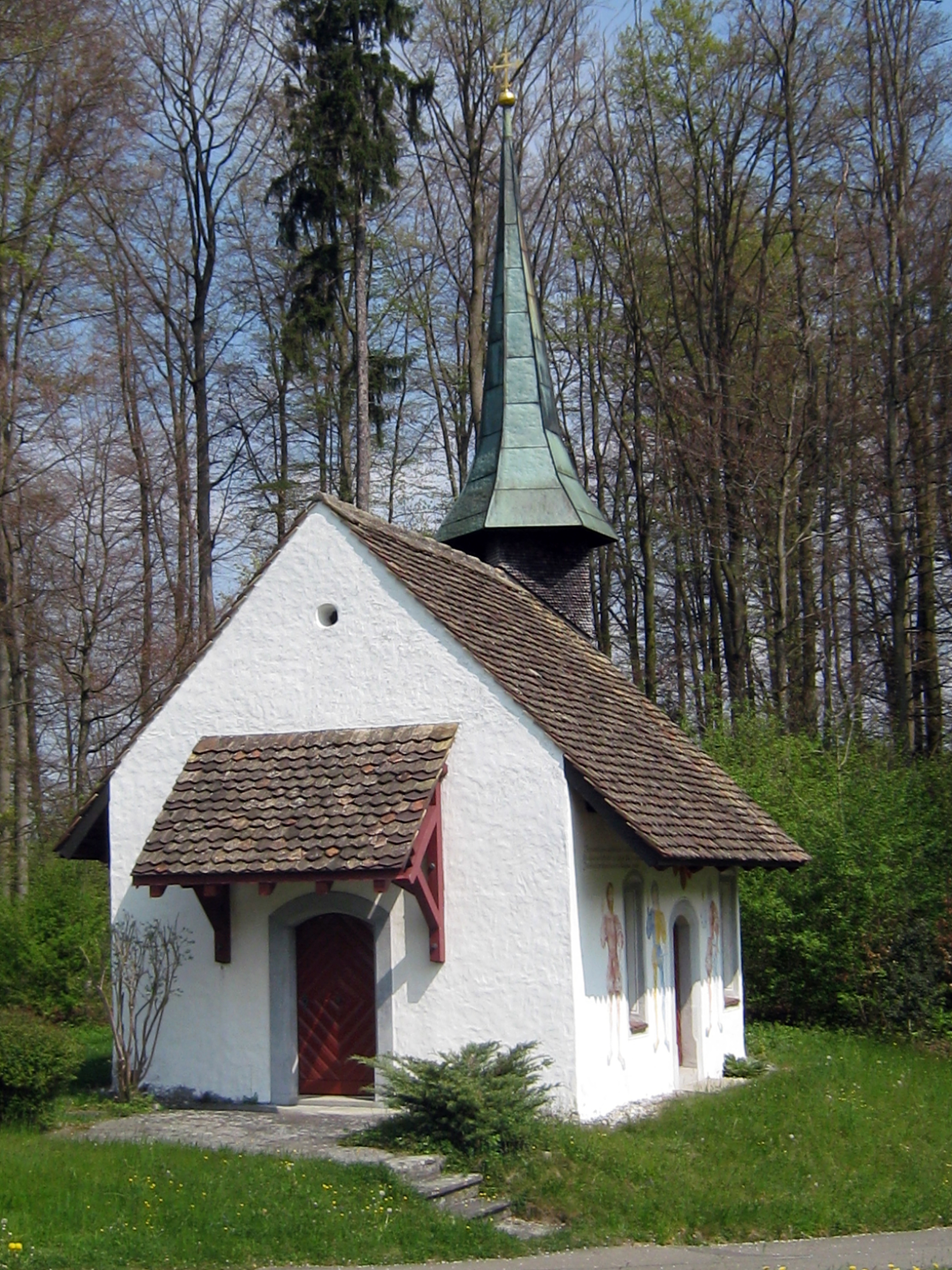
Kapelle (2014)

Die Kapelle Drei Eidgenossen ist eine Kapelle in Pfäffikon im Kanton Schwyz. Sie wurde 1594 erbaut und steht unter dem Patrozinium der Heiligen Maria Magdalena.

## Beschreibung
Der schlichte, rechteckige Bau mit spitzem Dachreiter wird als „Kapelle zu den drei Eidgenossen“ bezeichnet. An der südlichen Aussenwand zeigt ein Gemälde drei Männer in den Standesfarben der Urkantone Uri, Schwyz und Unterwalden in der Kleidung des ausgehenden 16. Jahrhunderts. Dieses Bild und die Wappen der Urkantone sowie das von Einsiedeln sind durch zwei Inschriften in das Baujahr der Kapelle (1594) datiert.